# Panimerus kalathensis
Panimerus kalathensis är en tvåvingeart som beskrevs av Ipe och Singh 1994. Panimerus kalathensis ingår i släktet Panimerus och familjen fjärilsmyggor.
Artens utbredningsområde är Himachal Pradesh. Inga underarter finns listade i Catalogue of Life.